# Мартинівка (зупинний пункт, Львівська залізниця)
Мартинівка — пасажирський зупинний пункт Рівненської дирекції Львівської залізниці, на лінії Здолбунів — Красне між станцією Здолбунів (2 км) та зупинним пунктом Глинськ (6 км).
Розташований на південному заході міста Здолбунів Рівненського району Рівненської області.
Офіційно включений в Тарифне керівництво № 4 Укрзалізниці в 2023 році. Фактично зупинний пункт існував і раніше, позначався як Миколи Приходька і 142 км. Назва змінена у зв'язку з деколонізацією.